# Бад-Цвішенан
Бад-Цвішенан (нім. Bad Zwischenahn) — сільська громада в Німеччині, розташована в землі Нижня Саксонія. Входить до складу району Аммерланд.
Площа — 130 км2. Населення становить 29 351 ос. (станом на 31 грудня 2021).